# Bowling Green (Ohio)
Bowling Green é uma cidade localizada no estado norte-americano de Ohio, no Condado de Wood.

## Demografia
Segundo o censo norte-americano de 2000, a sua população era de 29.636 habitantes.
Em 2006, foi estimada uma população de 29.725, um aumento de 89 (0.3%).

## Geografia
De acordo com o United States Census Bureau tem uma área de
26,4 km², dos quais 26,3 km² cobertos por terra e 0,1 km² cobertos por água.

## História
O primeiro assentamento de Bowling Green data de 1832, tendo se tornado um povoado em 1855 e uma cidade em 1901. O nome foi dado em homenagem à uma cidade homônima localizada no estado do Kentucky por um funcionário aposentado do correio que entregou uma correspondência na região em determinado momento da sua carreira.

### Boom do petróleo
Com a descoberta de petróleo entre o final do século XIX e o início do século XX, a economonia de Bowling Green experienciou um boom. A riqueza pode ser observada até os dias de hoje pela arquitetura das lojas do centro da cidade e das casas ao longo da rua Wooster. O Wood County Courthouse and Jail, o terceiro tribunal do condado de Wood County, e a agência de correio local, com características neoclássicas, foram construídos no final da década de 1890 e em 1913, respectivamente.

## Localidades na vizinhança
O diagrama seguinte representa as localidades num raio de 16 km ao redor de Bowling Green.